# Wageningen (Suriname)
Wageningen  è un comune (ressort) del Suriname di 3.428 abitanti. La città fu fondata dai coloni olandesi provenienti dalla città omonima dei Paesi Bassi.
È il più grande centro di produzione della coltivazione del riso del Suriname, ed è sede della Surinaamse Rijst Organisatie (Organizzazione Risiera del Suriname) che ha 5.000 ettari di terreno a Wageningen.